# Skydance Media
Skydance Media, LLC (von 2006 bis 2016 Skydance Productions) ist eine US-amerikanische Filmproduktionsgesellschaft mit Sitz in Santa Monica, Kalifornien. Das 2006 von David Ellison gegründete Unternehmen ist auf Filme, Fernsehserien, Animationen und Videospiele spezialisiert. Der erste Film der Produktionsgesellschaft war Flyboys – Helden der Lüfte im Jahr 2006, in dem Ellison mitspielte. Skydance Media ging 2009 eine Partnerschaft mit Paramount Pictures zur Co-Produktion und Co-Finanzierung von Filmen ein. Tochtergesellschaften sind Skydance Pictures, Skydance Animation, Skydance Interactive, Skydance Television und Skydance New Media (Videospiele). Im Jahr 2025 fusionierte Skydance Media mit der US-Mediengruppe Paramount Global und wurde zu Paramount Skydance Corporation.

## Filme
- 2006: Flyboys – Helden der Lüfte (Flyboys)
- 2010: True Grit
- 2011: Mission: Impossible – Phantom Protokoll
- 2012: Unterwegs mit Mum (The Guilt Trip)
- 2012: Jack Reacher
- 2013: G.I. Joe – Die Abrechnung (G.I. Joe: Retaliation)
- 2013: Star Trek Into Darkness
- 2013: World War Z
- 2014: Jack Ryan: Shadow Recruit
- 2015: Terminator: Genisys
- 2015: Mission: Impossible – Rogue Nation
- 2016: Star Trek Beyond
- 2016: Jack Reacher: Kein Weg zurück (Jack Reacher: Never Go Back)
- 2017: Life
- 2017: Baywatch
- 2017: Geostorm
- 2018: Auslöschung (Annihilation)
- 2018: Mission: Impossible – Fallout
- 2019: Gemini Man
- 2019: Terminator: Dark Fate
- 2019: 6 Underground
- 2020: The Old Guard
- 2021: Tom Clancy’s Gnadenlos (Tom Clancy’s Without Remorse)
- 2021: The Tomorrow War
- 2021: Snake Eyes: G.I. Joe Origins
- 2022: The Adam Project
- 2022: Top Gun: Maverick
- 2022: Luck
- 2022: The Greatest Beer Run Ever
- 2023: Mission: Impossible – Dead Reckoning Teil Eins (Mission: Impossible – Dead Reckoning Part One)
- 2023: Air
- 2023: Heart of Stone
- 2023: Spy Kids: Armageddon
- 2023: The Family Plan
- 2025: The Gorge
- 2025: The Old Guard 2
- 2025: Mission: Impossible – The Final Reckoning (vormals Mission: Impossible – Dead Reckoning Part Two)

Quelle:

## Fernsehserien
Skydance Television ist eine Fernsehproduktionsfirma und wurde am 1. Mai 2013 von Skydance gegründet.
- 2014–2015: Manhattan
- 2015–2022: Grace and Frankie
- 2017–2018: Ten Days in the Valley
- 2018–2020: Altered Carbon – Das Unsterblichkeitsprogramm (Altered Carbon)
- 2018: Dietland
- seit 2018: Condor
- seit 2018: Tom Clancy’s Jack Ryan
- seit 2021: Foundation
- seit 2022: Reacher
- seit 2023 Fubar

## Animationsfilme

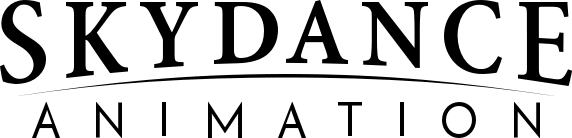
Logo von Skydance Animation

Skydance gründete Skydance Animation, ging im März 2017 eine mehrjährige Partnerschaft mit den in Madrid ansässigen Ilion Animation Studios ein und kündigte im Juli 2017 seine ersten beiden Animationsfilme an, Luck und Spellbound. Am 10. Oktober 2017 wurde Bill Damaschke als Präsident für Animation und Familienunterhaltung eingestellt.
- 2022: Luck
- 2022: Spellbound

## Videospiele
Skydance Interactive ist ein Videospielstudio, das 2016 von Skydance Media ins Leben gerufen wurde.
- 2017: Archangel
- 2018: PWND
- 2020: The Walking Dead: Saints and Sinners
- 2022: The Walking Dead: Saints and Sinners – Chapter 2: Retribution
- 2023: Arashi: Castles of Sin – Final Cut

## Sonstiges
Im Januar 2024 wurde bekannt, dass Shari Redstone, Geschäftsführerin von National Amusements an einem Verkauf von Paramount Global interessiert ist, weshalb sich David Ellison und Shari Redstone trafen und einen möglichen Verkauf besprachen. Aktuell überlegt David Ellison zusammen mit anderen Investoren ein All-Cash-Gebot für die Paramount-Global-Muttergesellschaft National Amusements abzugeben. Man wolle zumindest die Aktienmehrheit von der Redstone-Familie übernehmen und dann würde man über eine Fusion von Skydance Media und Paramount Global nachdenken.
Anfang Juli 2024 haben sich David Ellison und Shari Redstone über eine Übernahme geeinigt. Der Deal sieht vor, dass Ellison die Mehrheit der National Amusement Holding übernimmt. In einem zweiten Schritt wird dann Skydance von der National Amusement Holding übernommen und fusioniert. Dieser Weg ist nötig, da Redstone über ihre National Amusement Holding zwar nur über 10 % der Aktien von Paramount Global gehören, aber 80 % der Stimmrechte. Bevor die Übernahme zustande kommen kann, wurde ein „Go-Shop“-Zeitraum von 45 Tagen festgelegt.